# Allée

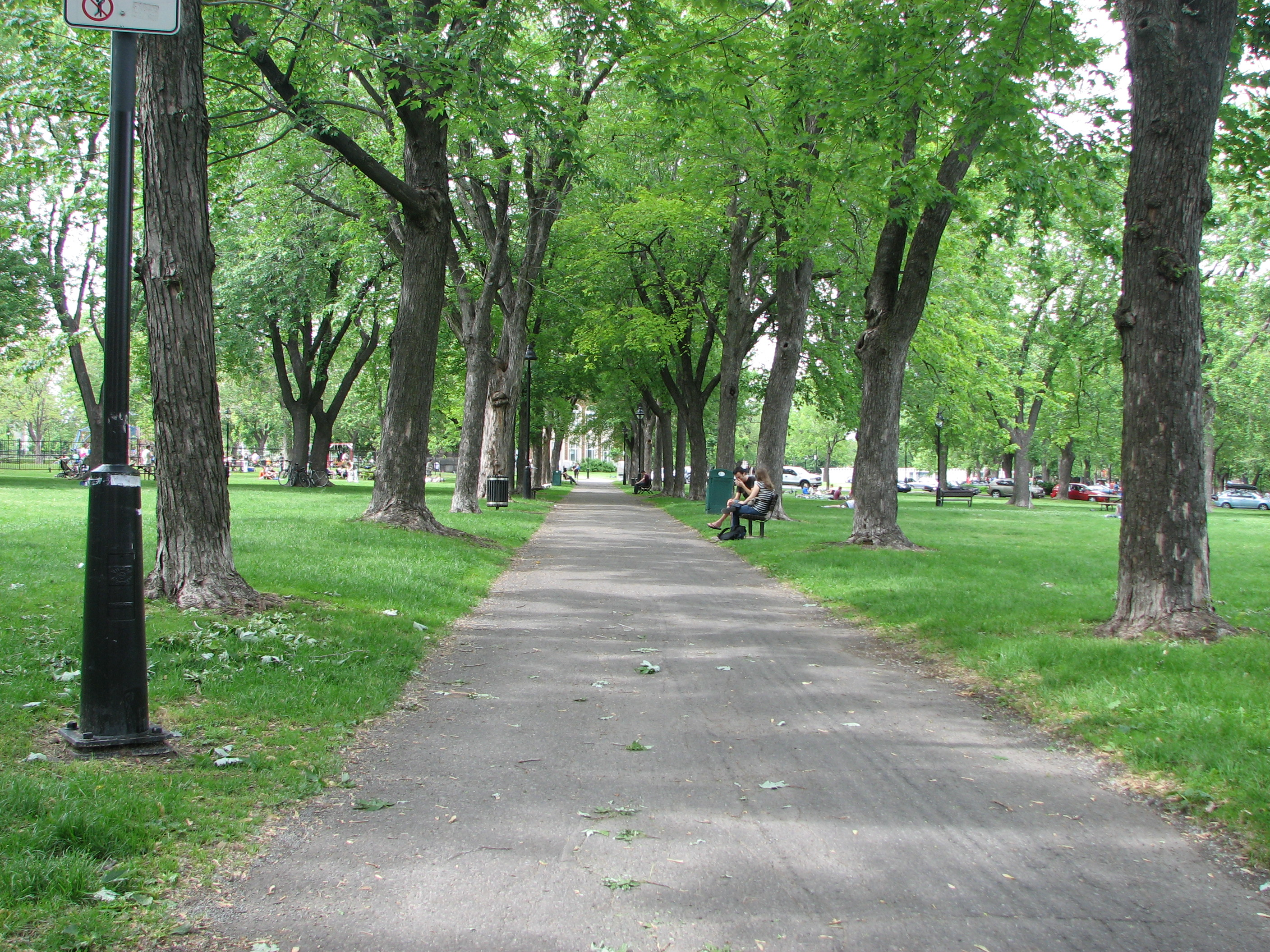
Allée du parc Sir-Wilfrid-Laurier à Montréal bordée d'érables.

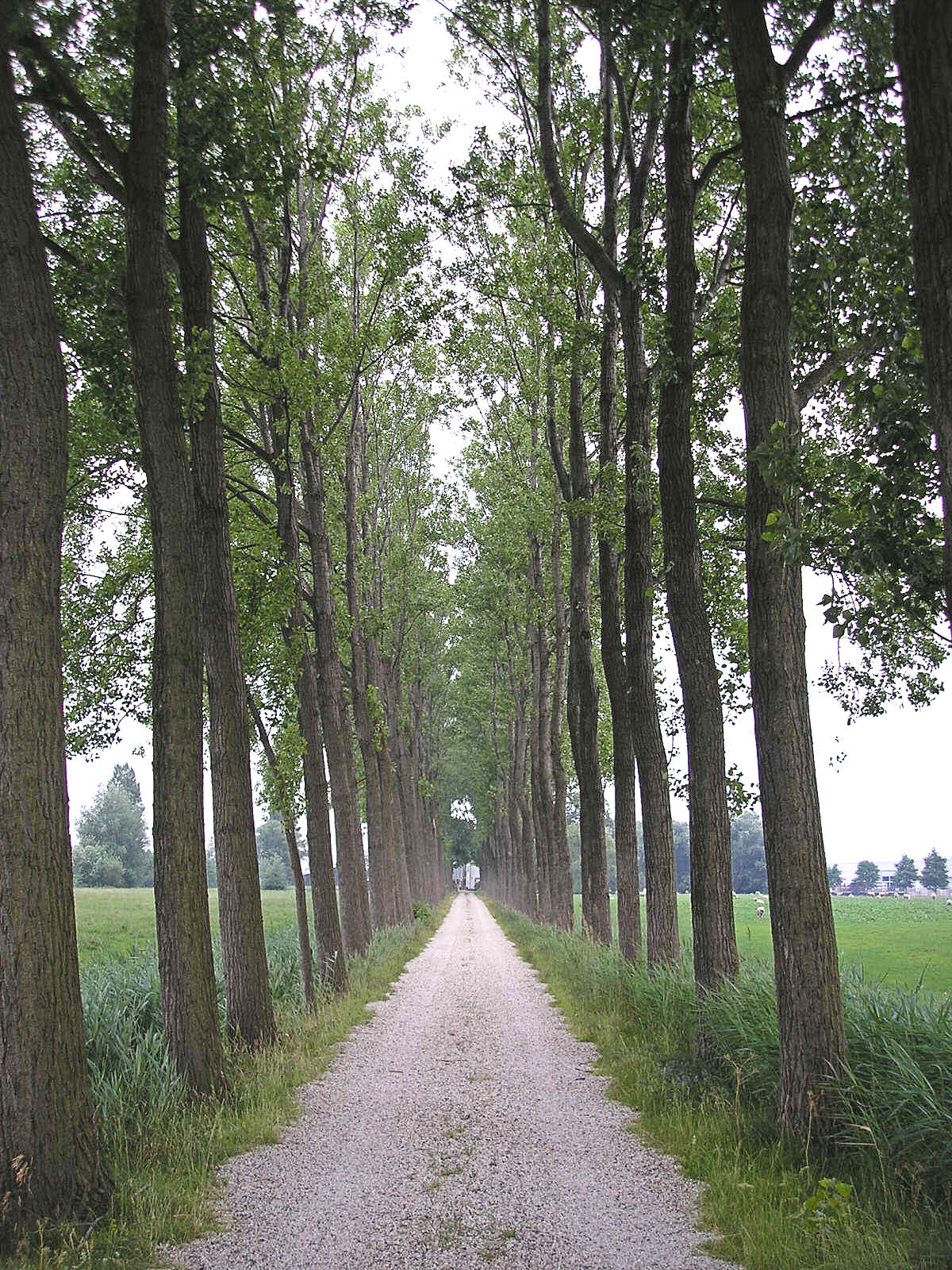
Allée à Hazerswoude (Pays-Bas).

Une allée est généralement constituée d'un chemin ou d'une route, souvent goudronnée, bordée d'arbres, et destinée à la promenade. En Belgique et dans le nord de la France, une allée bordée d'arbres est également appelée drève, un terme emprunté au néerlandais.

## Voie bordée d'arbres
Une allée est composée généralement d'un chemin ou d'une route (goudronnée à proprement parler), accompagnée d'arbres, et sert de lieu de promenade.
Dans certaines villes, ce terme désigne une artère assez large bordée d'arbres. Au fil du temps, la physionomie de la voie peut changer sans que son type soit modifié, dans la mesure où il reste figé dans l'odonyme global (telle l'allée Léon-Gambetta à Marseille, ou les allées de Tourny à Bordeaux).

## Petit passage
Une allée désigne aussi un étroit passage. Par exemple une allée entre les chaises dans une salle de cinéma, ou bien une allée dans un cimetière.